# Cariocalandschappen tussen de bergen en de zee
De Cariocalandschappen tussen de bergen en de zee omgeven het beeld Christus de Verlosser in Rio de Janeiro. Het gebied omvat verder de hoogste bergen van het Nationaal park Tijuca, de botanische tuin Jardim Botânico do Rio de Janeiro en diverse baaien, met inbegrip van de uitgebreide landschappen langs Copacabana Bay.
In 2012, tijdens de 36e sessie van de Commissie voor het Werelderfgoed, werd het gebied uitgeroepen tot werelderfgoed. 